# Football Club Hilversum
L'FC Hilversum è una società calcistica olandese con sede a Hilversum.

## Storia
L'Hilversum fu fondato nel 1906 con il nome di Voorwaarts. Fino al 2009/2010 ha disputato la Hoofdklasse, il massimo livello dei campionati dilettantistici olandesi, con l'istituzione della Topklasse come massimo campionato dilettantistico nella stagione 2010/2011, l'Hilversum è passato in Topklasse.

## Rosa
| N. |                        | Ruolo | Calciatore           |
| -- | ---------------------- | ----- | -------------------- |
|    | Paesi Bassi (bandiera) | P     | Rob Hilbers          |
|    | Paesi Bassi (bandiera) | P     | Tim van Loon         |
|    | Paesi Bassi (bandiera) | P     | Daan van Vaal        |
|    | Paesi Bassi (bandiera) | D     | Richard Dirven       |
|    | Paesi Bassi (bandiera) | D     | John Hityahubessy    |
|    | Paesi Bassi (bandiera) | D     | Burak Dudukcu        |
|    | Paesi Bassi (bandiera) | D     | Stanley Jongekind    |
|    | Paesi Bassi (bandiera) | D     | Thijs van der Meulen |
|    | Paesi Bassi (bandiera) | D     | Jasper van de Heuvel |
|    | Paesi Bassi (bandiera) | D     | Dion Glumac          |
|    | Paesi Bassi (bandiera) | C     | Tony Bonsink         |
|    | Paesi Bassi (bandiera) | C     | Maurice Eijpe        |
|    | Paesi Bassi (bandiera) | C     | Jordy Fernhout       |

| N. |                        | Ruolo | Calciatore             |
| -- | ---------------------- | ----- | ---------------------- |
|    | Paesi Bassi (bandiera) | C     | Jermaine Sweet         |
|    | Paesi Bassi (bandiera) | C     | Jerraynell van der Pol |
|    | Paesi Bassi (bandiera) | C     | Michiel Foppen         |
|    | Paesi Bassi (bandiera) | C     | Steffan Vlietstra      |
|    | Paesi Bassi (bandiera) | C     | Pim Koppel             |
|    | Paesi Bassi (bandiera) | A     | Özgun Besir            |
|    | Paesi Bassi (bandiera) | A     | Quintin Bhagwandin     |
|    | Paesi Bassi (bandiera) | A     | Tom Clobus             |
|    | Paesi Bassi (bandiera) | A     | Tonnie Cusell          |
|    | Paesi Bassi (bandiera) | A     | Sercan Ozturk          |
|    | Paesi Bassi (bandiera) | A     | Ricardo Ris            |
|    | Paesi Bassi (bandiera) | A     | Gregory Kuster         |
|    | Paesi Bassi (bandiera) | A     | Clayton Karsari        |

## Stadio
L'Hilversum disputa le sue partite casalinghe allo stadio Sportpark Crailoo.